# Ssirum
A ssirum (ssireum) koreai származású népi sport, egyfajta birkózás. 2018-ban Dél-Korea és  Észak-Korea közösen jelölte a sportot az UNESCO szellemi kulturális örökség programjába, és a jelölést az UNESCO elfogadta.

## Etimológia
A történelem folyamán sokféle néven nevezték a koreai birkózást, úgy mint kakcso (각저, gakjeo), kakhi (각희, gakhui) vagy  szangbak (상박, sangbak). A ssirum (ssireum) elnevezést az 1920-as évektől használják, a szó eredete nem ismert pontosan. A Naver egynyelvű szótára szerint a 15. században silhum (실흠, silheum) vagy silhum (실훔, silhum) alakban fordult elő, a 17. században sirum (시름, sireum), a 19. században pedig a psirum (, bsireum) és are-aval írt ssirum (, ssirum) alakokban is előfordult.

## Leírása
A ssirum (ssireum) egyfajta földharc, a birkózáshoz hasonló, saját szabályrendszerrel. A sportolóknak egymás szatpáját (satbáját) (샅바) kell megragadni, mely egy derékra, illetve a jobb comb köré tekert és csomózott szalag. A verseny egy homokkal feltöltött körben zajlik, a cél, hogy az ellenfél térd fölötti testrészeinek valamelyike a földhöz érjen. Különféle technikákat alkalmaznak erre, de fojtások, leszorítások, feszítések és ütések nem használhatók, és érzékeny testrészt nem lehet támadni. A ssirum (ssireum) szinte kizárólag férfi sportág, nők csak amatőr szinten gyakorolhatják.

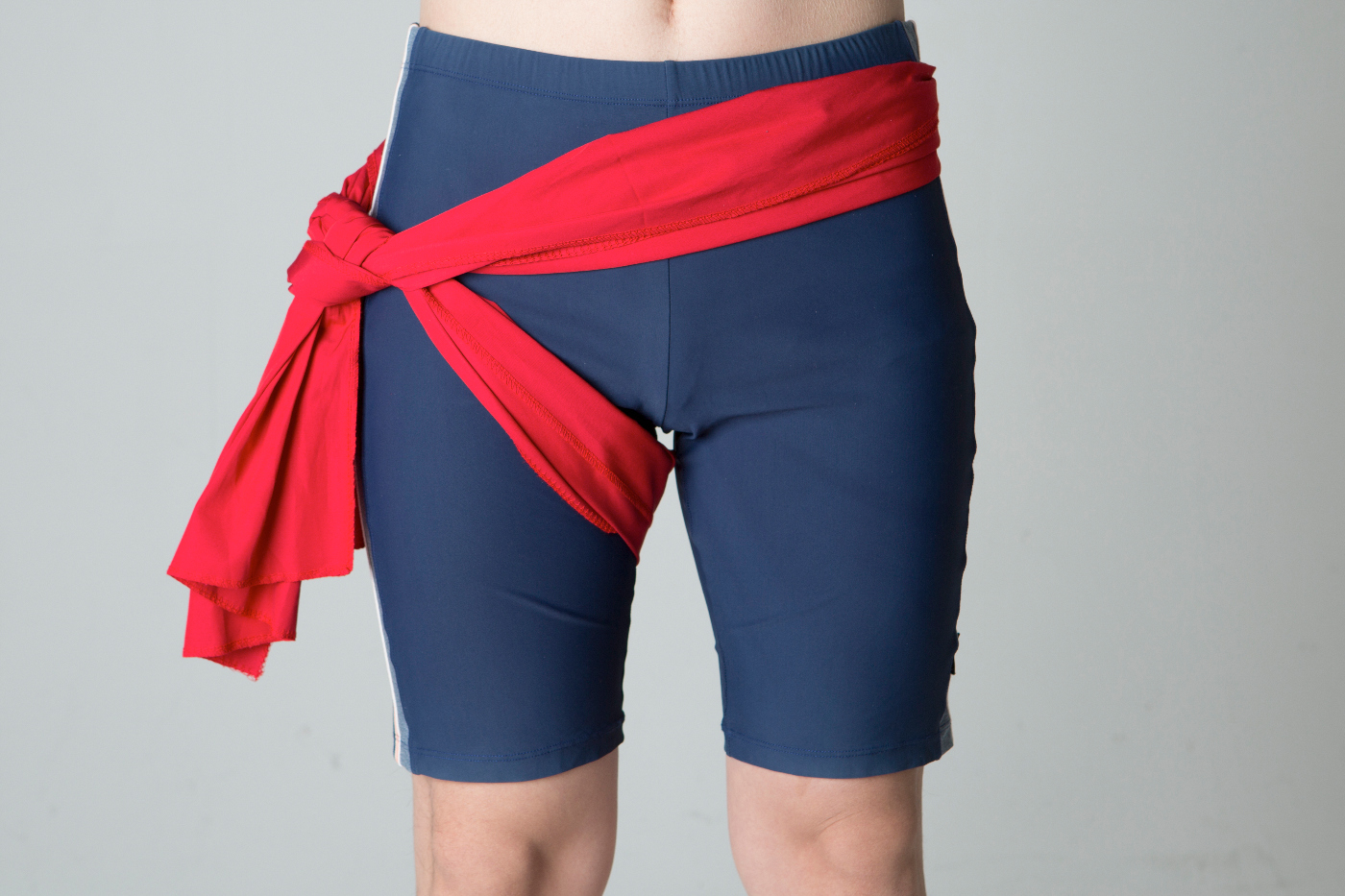
szatpa (satba)